# Mycena purpureofusca
Vous lisez un « bon article » labellisé en 2013.
Mycène pourpre foncé
Espèce
Synonymes
Mycena atromarginata var. fuscopurpurea (P.Karst. 1879)
Agaricus purpureofuscus (Peck 1885)
Prunulus purpureofuscus (Murril 1916)
Mycena sulcata (Velen. 1920)
Mycena purpureofusca, en français la Mycène pourpre foncée, est une espèce de champignons (Fungi) de l'ordre des Agaricales et de la famille des Mycenaceae. Décrite par Charles Horton Peck en 1885, cette espèce se trouve en Europe et en Amérique du Nord, où elle pousse sur le bois en décomposition et les débris de conifères, y compris les cônes. Ses sporophores ont un chapeau conique, bordé de violet et en forme de cloche pouvant mesurer jusqu'à 2,5 centimètres de diamètre, qui se développe sur un stipe mesurant jusqu'à 10 centimètres de long. Ce champignon doit son nom à la couleur gris-violet foncé caractéristique de sa marge crénelée, qui permet généralement de le distinguer des espèces similaires. D'autres caractères distinctifs sont la couleur plus sombre du centre du chapeau, et la consistance cartilagineuse du sporophore.
Ce champignon contient une enzyme laccase qui est étudiée pour sa capacité à détoxifier les colorants industriels dangereux utilisés dans les procédés de teinture et d'impression textile.

## Taxinomie

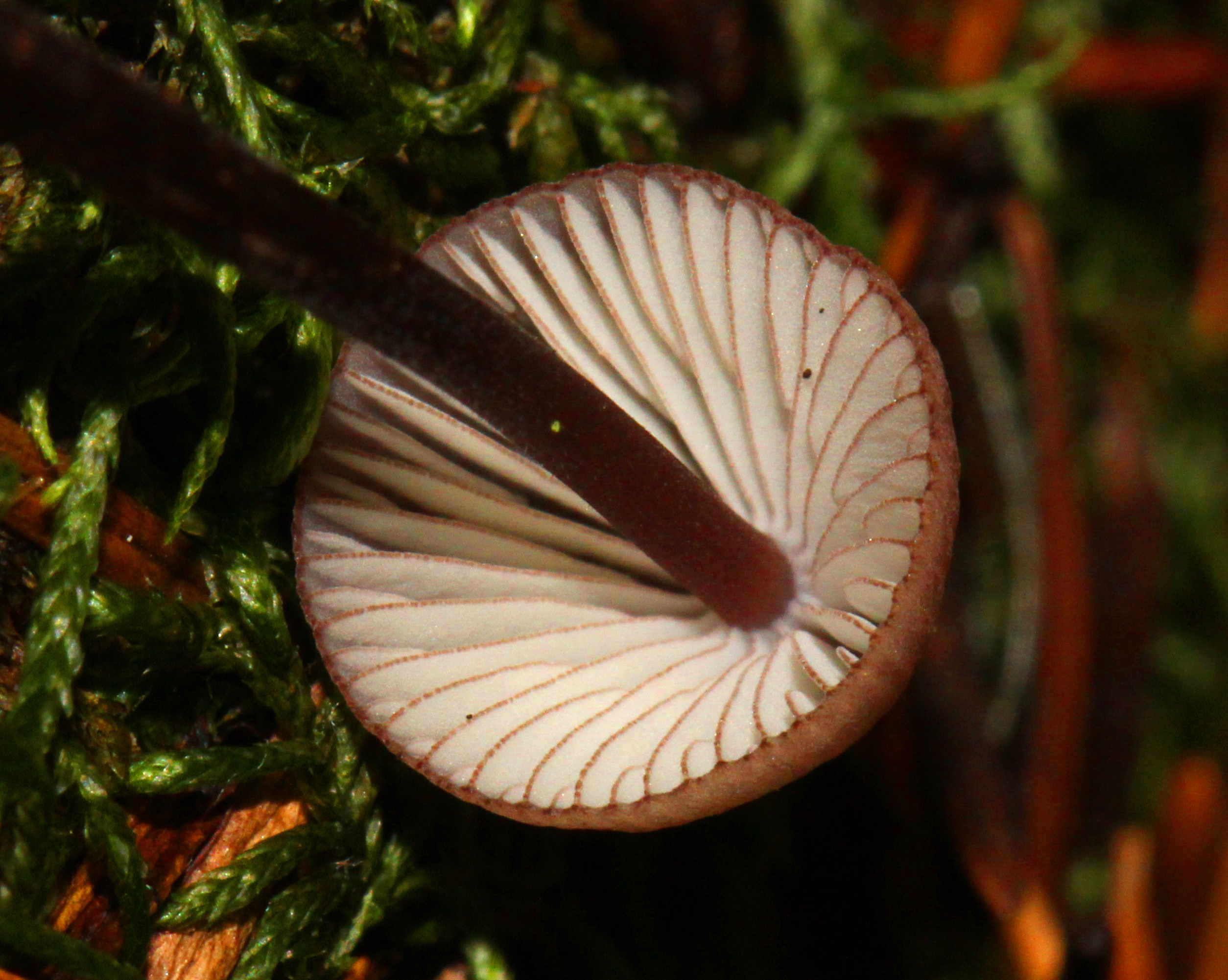
Mycena purpureofusca, vu de dessous.

L'espèce est décrite pour la première fois en 1885 par le mycologue américain Charles Horton Peck sous le nom d'Agaricus purpureofuscus ; le type a été récolté à Caroga, dans l'État de New York, sur un tronc d'épicéa couvert de mousse. Pier Andrea Saccardo la transfère dans le genre Mycena en 1887, en lui donnant le nom sous lequel elle est connue actuellement. William Alphonso Murrill en fait un Prunulus en 1916, mais ce genre a depuis été intégré dans Mycena. En 1879, Petter Adolf Karsten décrit une récolte de Scandinavie comme Mycena atromarginata, variété fuscopurpurea, mais Rudolph Arnold Maas Geesteranus la place en synonymie avec Mycena purpureofusca,. Un autre synonyme, selon Maas Geesteranus, est Mycena sulcata, décrit par Josef Velenovský (cs) en 1920 en Tchécoslovaquie,.
Alexander Hanchett Smith a classé l'espèce dans la section des Calodontes, sous-section des Ciliatae du genre Mycena dans sa monographie de 1947 sur la famille des Mycenaceae d'Amérique du Nord. Rolf Singer, dans son livre The Agaricales in Modern Taxonomy de 1986, l'a mise dans la section des Rubromarginata, un groupe caractérisé par ses lamelles rouges séparées sur les bords.

### Étymologie
L'épithète spécifique purpureofuscus vient du latin purpur, pourpre, et de fusco, sombre, foncé. On l'appelle d'ailleurs communément le « Mycène poupre foncé ».

## Description
Le chapeau, conique et en forme de cloche, s'aplatit avec l'âge, et son diamètre peut varier de 0,5 à 2,5 cm. La marge est généralement involutée. À l'état jeune, la cuticule est couverte de minuscules poils blancs, ceux-ci disparaissent au cours du développement. Le champignon est légèrement hygrophane : quand il est humide, il acquiert une certaine translucidité, de sorte que le tracé des lamelles, sous le chapeau, est apparent. Sa couleur est pourpre foncé au centre, passant au lilas pâle sur la marge ; les spécimens très jeunes ou âgés sont gris violacé. La chair est fine et souple, avec une texture semblable à du cartilage. L'odeur et le goût de la chair ne sont pas particuliers. Les lames étroites ont une attache ascendante au stipe auquel elles sont adnées (liées sur leur largeur). Elles sont plus ou moins espacées, de couleur pâle à grisâtre sur les faces, avec une arête sombre grisâtre à pourpre, parfois bordée. Le stipe, tubulaire, mesure entre 3 et 10 cm de long pour 1 à 2 mm de diamètre. Il est résistant et cartilagineux, tout comme le chapeau, et sa base est couverte de poils blancs. Dans l'ensemble, le pied est concolore avec le chapeau, ou plus pâle, et devient encore plus pâle près du sommet. La comestibilité du champignon est inconnue.
Les spores, amyloïdes, sont généralement de forme elliptique ; leurs dimensions varient de 8 à 10 µm par 6 à 7 µm ou de 10 à 14 µm par 6,7 à 8,5 µm selon qu'elles proviennent de basides contenant deux ou quatre spores. Sur les bords des lamelles, les cheilocystides sont abondants : ils mesurent 30 à 50 µm par 7 à 12 µm, et ont une forme de fuseau gonflé en une sorte de ventre, avec des extrémités largement arrondies ; ils sont remplis d'un liquide violacé et de granules. Le tissu du chapeau comprend une cuticule et un hypoderme bien distincts et une chaire fibreuse. Les anses d'anastomose dans les hyphes sont rares ou absentes.

## Espèces similaires

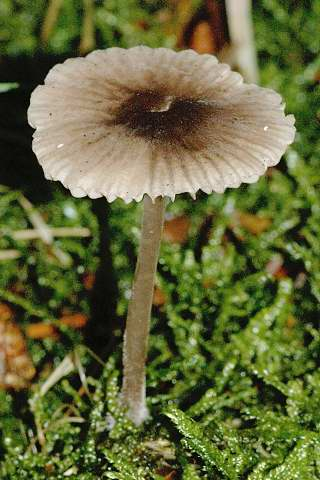
Spécimen de Mycena purpureofusca âgé.

La marge pourpre foncé crénelée, le centre du chapeau violet foncé, et la consistance cartilagineuse font partie des caractéristiques qui peuvent aider à distinguer Mycena purpureofusca des espèces semblables.
Mycena californiensis (anciennement Mycena elegantula) s'en rapproche beaucoup, mais ses bords sont colorés de rose ou de brun, et son chapeau est plus brun (il peut être d'orange à brun). Son stipe dégage un liquide rouge en cas de blessure, et il se développe dans l'humus, au pied des chênes. Smith et Mitchel ont noté qu'il y avait une intergradation considérable entre ces deux espèces. Un autre champignon du même genre, pouvant « saigner » à l'instar de Mycena californiensis, est Mycena haematopus, qui pousse généralement en grappes sur le bois pourri.
Le champignon bioluminescent Mycena lux-coeli est une autre espèce voisine de la Mycène pourpre foncée, mais il a de plus petites spores (dont les dimensions vont de 8,5 à 12 µm par 6,5 à 9 µm) et ses cystides sont plus lobées.
Dans son protologue original, Charles Horton Peck mentionne qu'il considère Mycena purpureofusca comme étroitement lié à Mycena rubromarginata, bien que celui-ci puisse se distinguer par sa couleur plus foncée et par son « pileus strié non hygrophane ». Au microscope, on peut différencier Mycena rubromarginata de Mycena purpureofusca car le premier possède des anses d'anastomose beaucoup plus abondantes sur les cheilocystides.

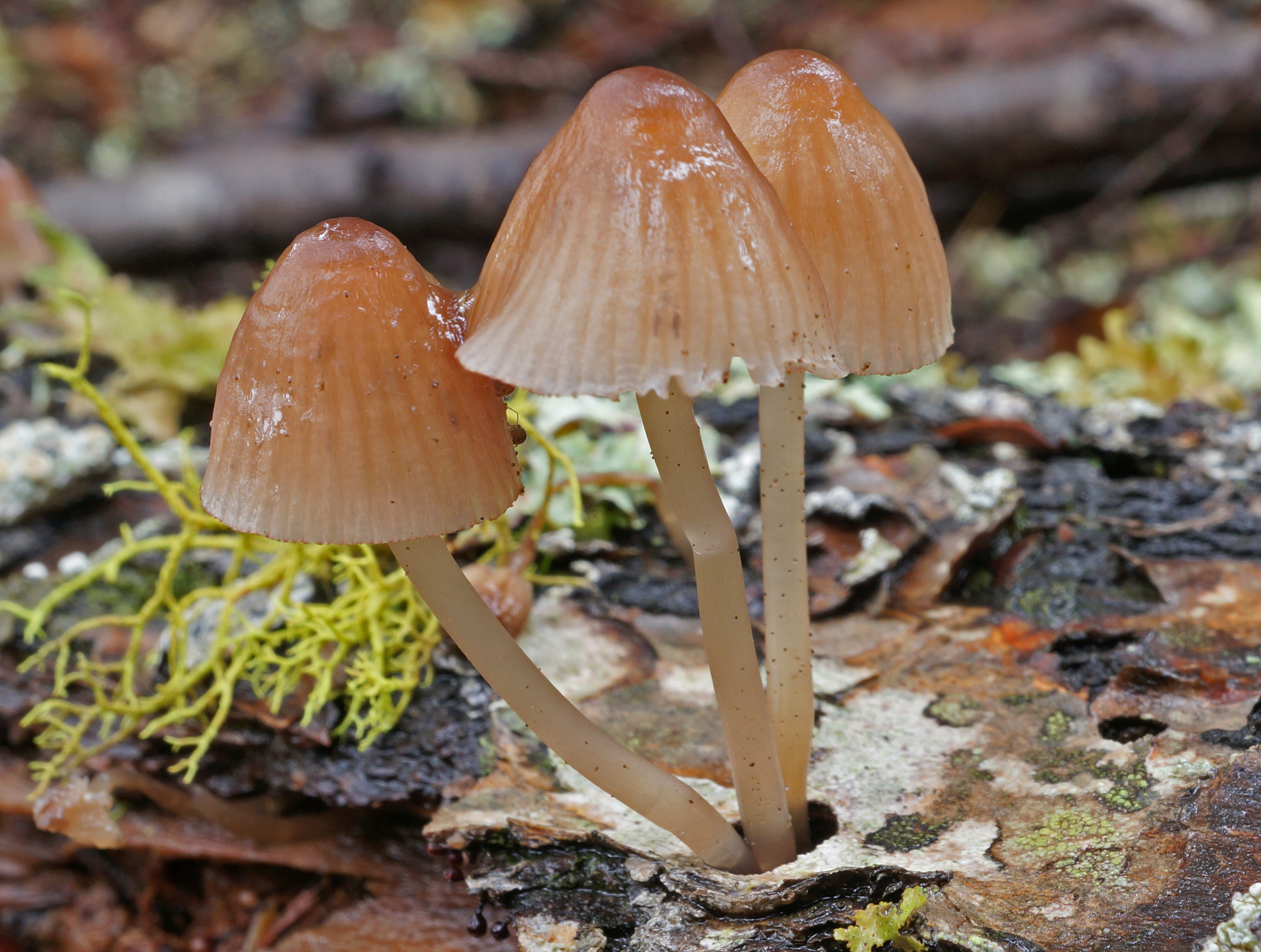
Mycena rubromarginata
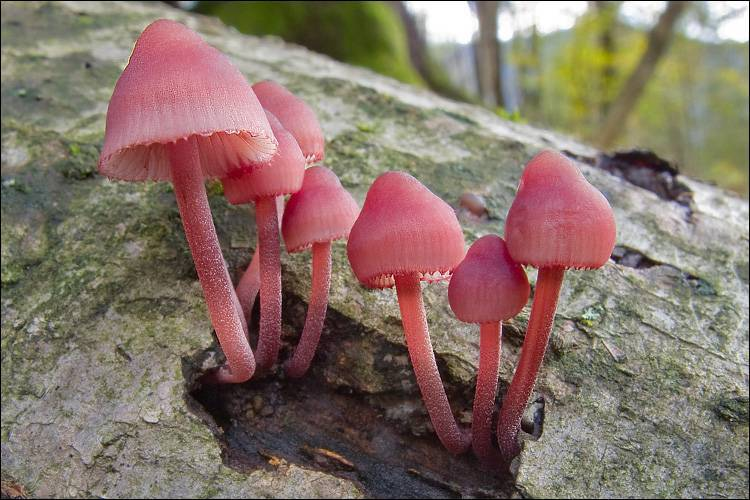
Mycena haematopus
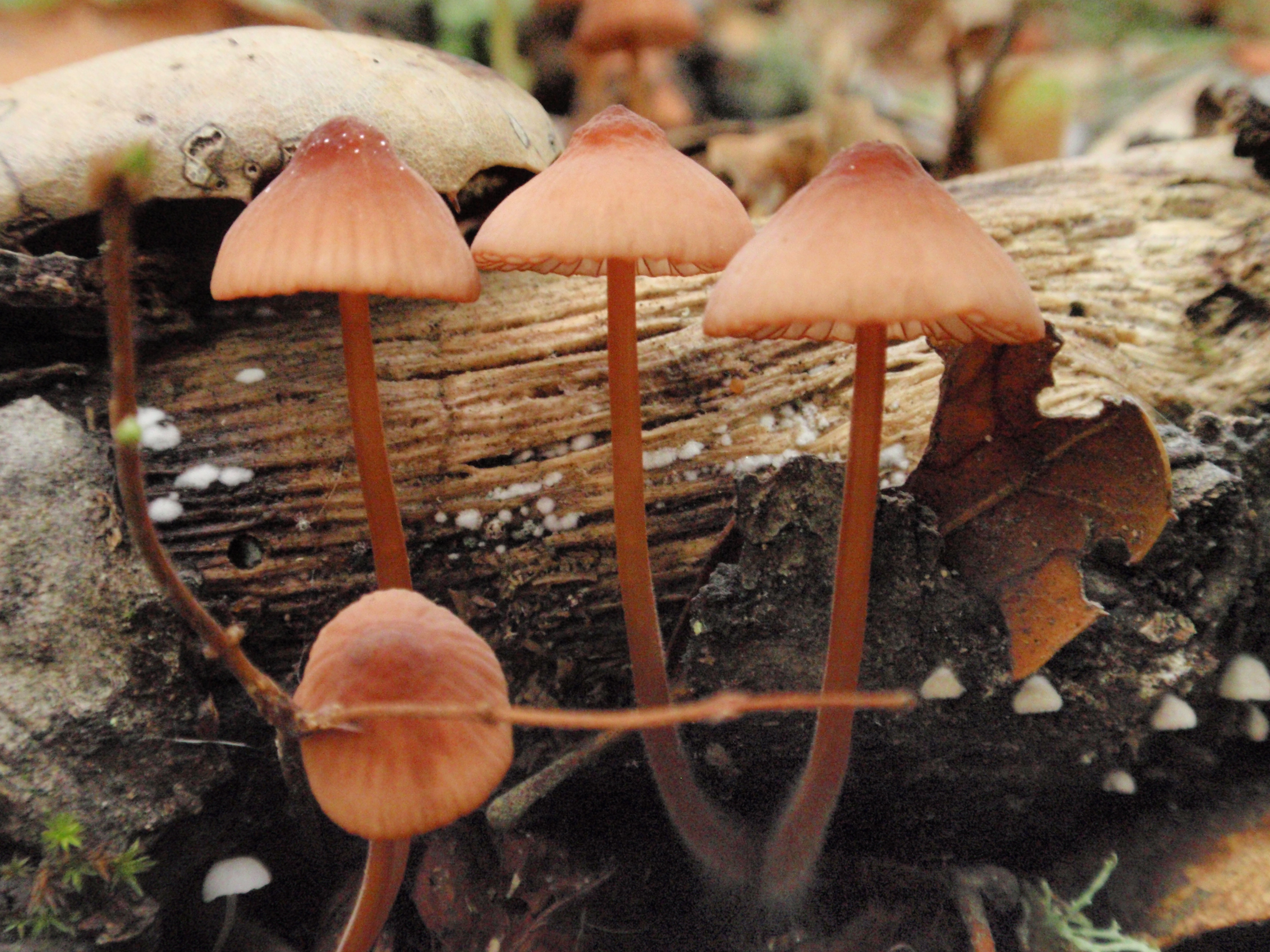
Mycena californiensis

## Habitat et distribution

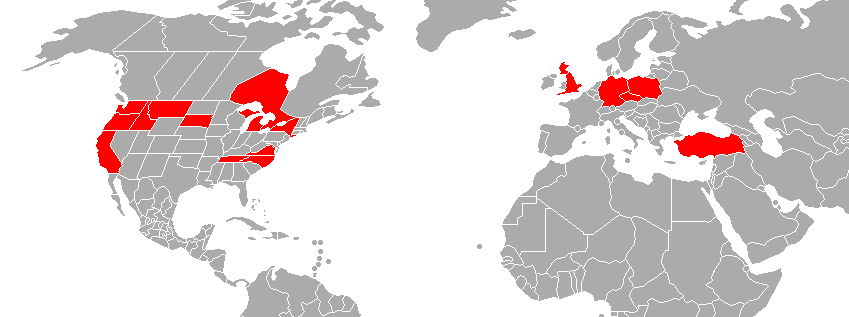
Distribution supposée de Mycena purpureofusca.

Mycena purpureofusca peut pousser seul ou en touffes (conné ou cespiteux), sur du bois de conifères en décomposition, en particulier l'épicéa, le pin ou le sapin de Douglas. On le trouve couramment sur des pommes de pin qu'il contribue à décomposer. Dans une étude européenne de 2011, ce champignon a été trouvé poussant sur des bûches à des stades de décomposition variés, de celles dont le bois encore dur avait conservé une bonne partie de son écorce, jusqu'à celles ayant pourri jusqu'au point de devenir entièrement molles.
En Amérique du Nord, le champignon a été observé en Caroline du Nord, dans le Tennessee, dans l'État de New York, dans le Michigan, le Montana, l'Idaho, l'État de Washington, l'Oregon, la Californie, en Virginie et dans le Dakota du Sud. Au Canada, il a été trouvé en Ontario. Smith a constaté que les spécimens observés dans le Michigan semblaient pousser isolément sur les nœuds de vieux tsugas gisant sur le sol, tandis que le champignon tend à se développer en touffes sur les grumes et les souches. En Europe, Mycena purpureofusca a été trouvé en Grande-Bretagne, en Écosse, en République tchèque, en Pologne, en Allemagne et en Turquie. Au Royaume-Uni, le champignon se trouve couramment dans les forêts de conifères calédoniennes, où il sert d'indicateur environnemental.

## Utilisations en biotechnologie

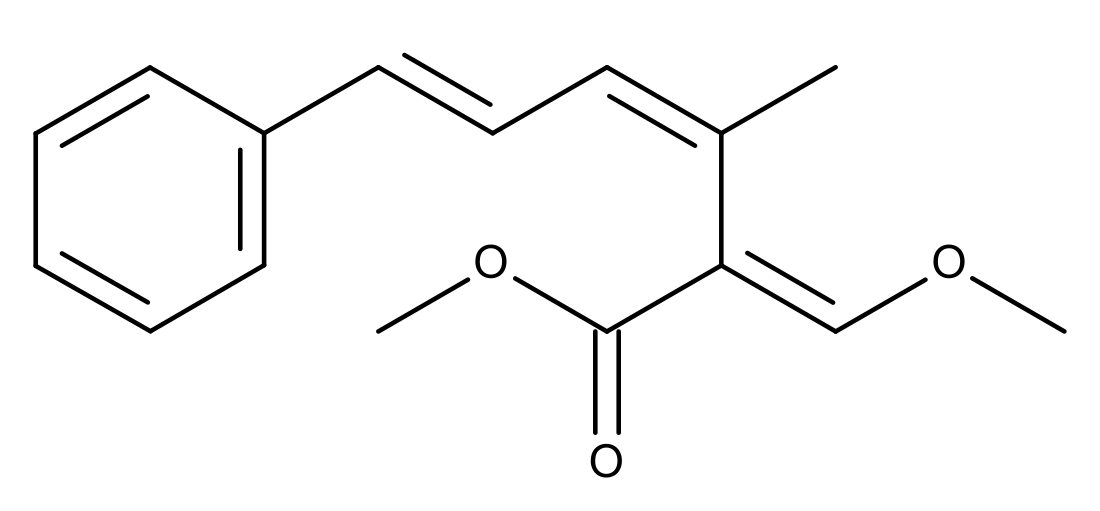
Schéma de la strobilurine A.

Mycena purpureofusca est étudié pour son potentiel à détoxifier les colorants industriels utilisés dans les procédés de teinture et d'impression textile. Ceux-ci sont difficiles à dégrader en raison de leurs composés organiques structurés de manière complexe qui constituent une menace environnementale majeure. Le mycélium du champignon produit en quantité importante de la laccase. Cette enzyme oxydoréductase est largement utilisée dans la biotechnologie et l'industrie en raison de sa capacité à décomposer divers composants récalcitrants. La laccase de Mycena purpureofusca détruit par exemple le « Remazol Brilliant Blue R », un colorant industriel primordial qui est souvent utilisé comme matière première dans la production de colorants polymères. En 2013, une équipe chinoise a purifié l'enzyme et décrit ses caractéristiques biochimiques.
De la strobilurine A a également été isolée dans cette espèce. La strobilurine est exploitée comme fongicide (elle est connue pour être efficace sur un large panel de champignons), et estimée pour sa faible toxicité pour les mammifères et son caractère respectueux de l'environnement.